# Île de Valaam
L'île de Valaam (russe : Валаам) (carélien : Valamoi, finnois : Valamo, signifiant grande terre montagneuse) est une île de la partie septentrionale du lac Ladoga, la plus grande  de l' archipel de Valaam. Le village de Valaam est situé sur cette île qui fait partie du raïon de Sortavala, en république de Carélie, ainsi que le monastère de Valaam.
Valaam est aussi une destination touristique prisée.

## Géographie
La surface de l'île représente plus des 2/3 de la surface totale de l'archipel de Valaam. Elle s'élève à 29,8 km2. Sa longueur est de 9,6 km et sa largeur de 7,8 km. La distance jusqu'à la côté la plus proche est de 22 km.

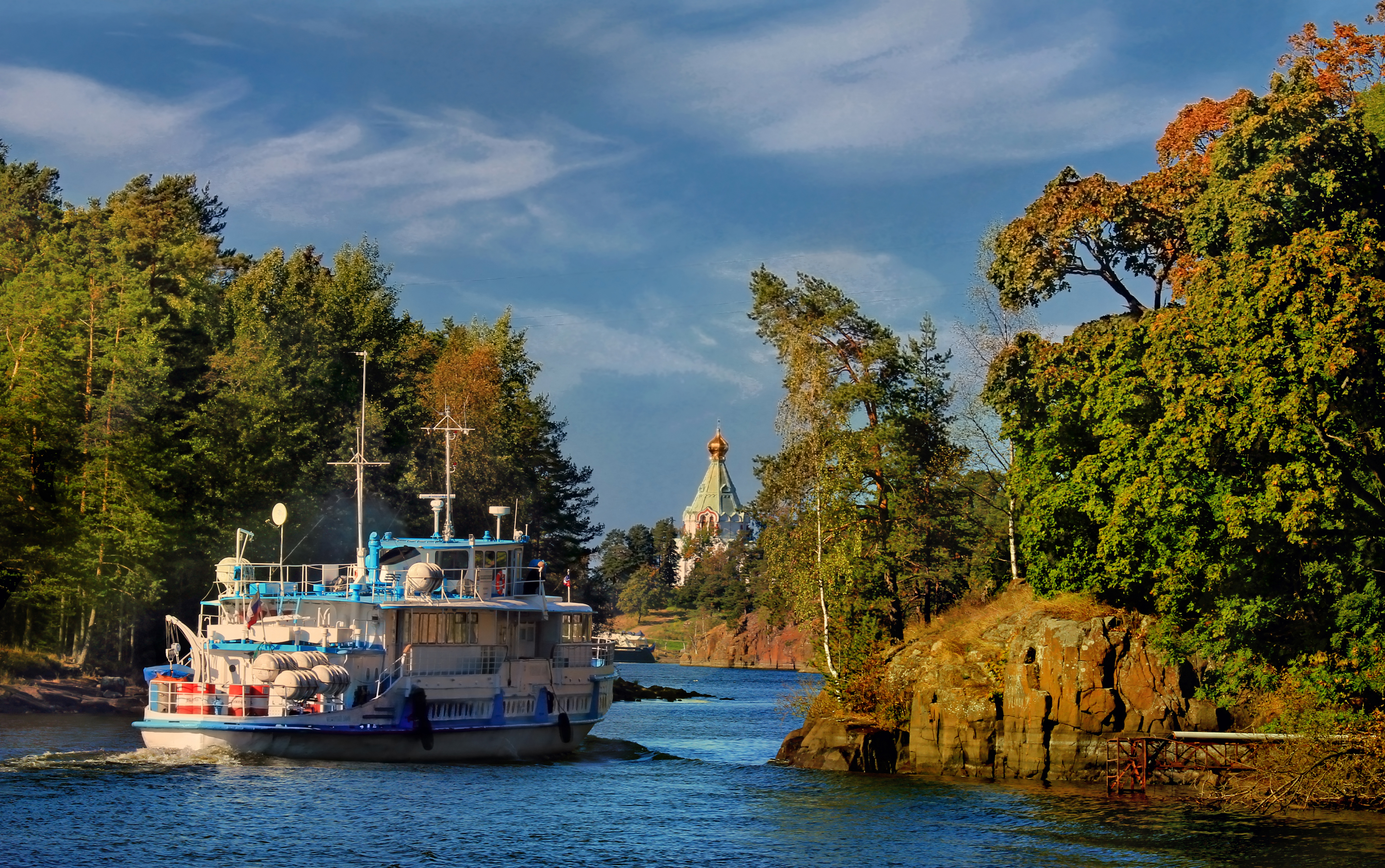
Vue du skit Nikolski.
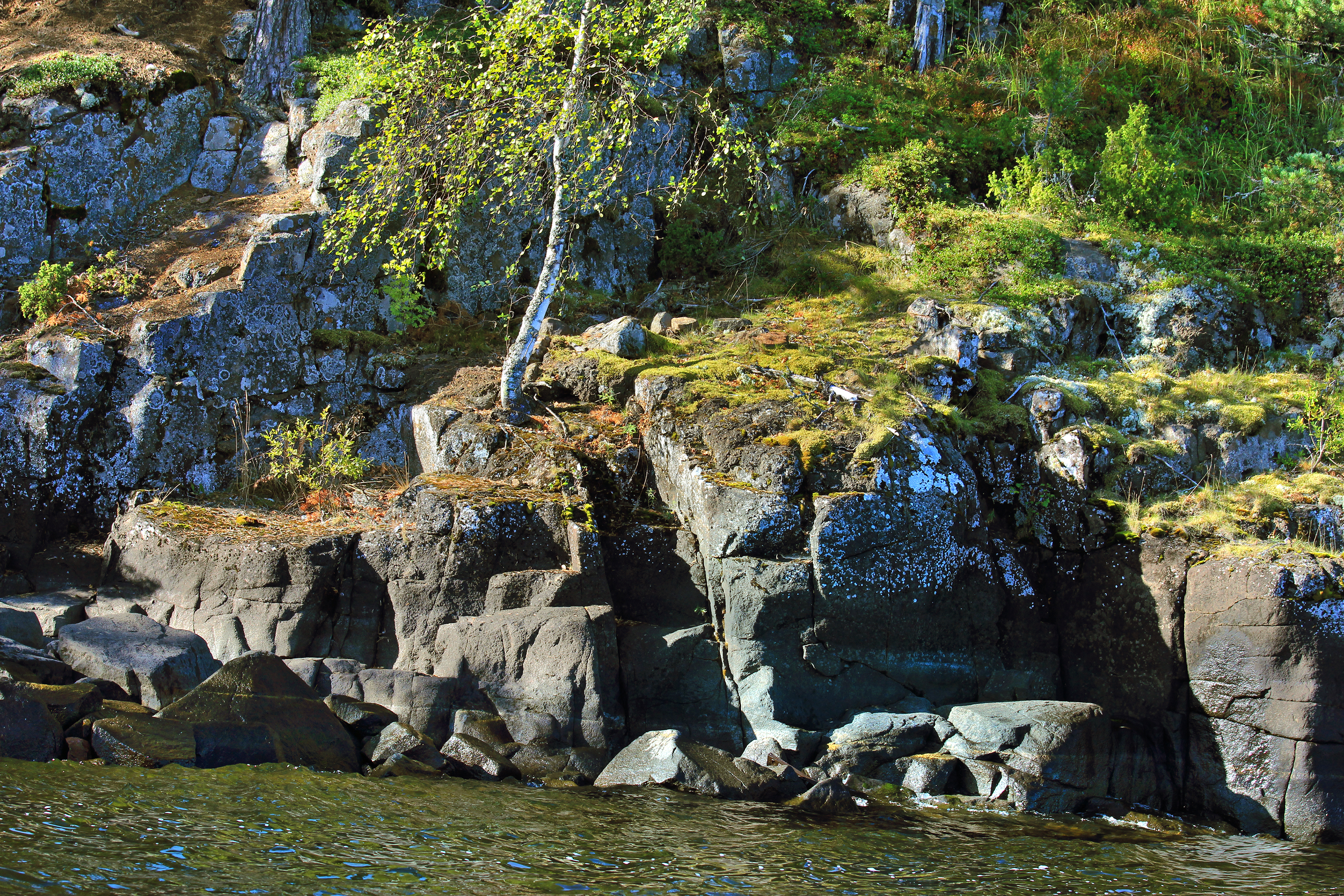
Rochers sur Valaam.
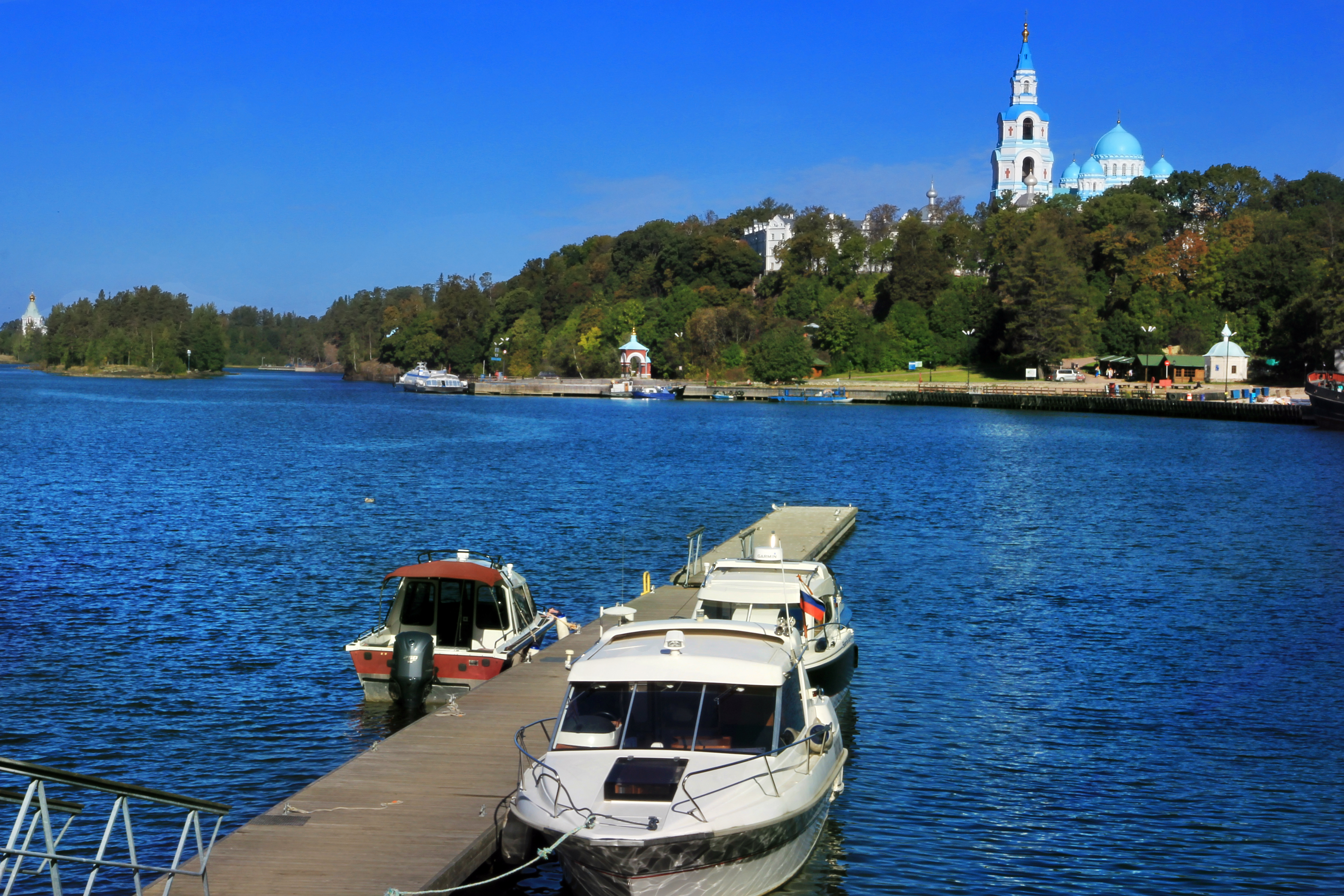
Le monastère de la Transfiguration du Sauveur.

### Situation géographique

L'île de Valaam est mentionnée au nord-nord-ouest à l'intérieur du lac Ladoga.

L'île est située sur le lac Ladoga. L'île de Konevets (ru) en est distante de 60 km vers le sud, la ville la plus proche de Valaam est Sortavala à 42 km vers le nord-ouest, Saint-Pétersbourg est à de plus de 220 km vers le sud, dont 40 km sur la Neva (qui quitte le lac Ladoga et arrive aux portes de la ville). En voiture, cela représente un trajet de 316 km.

### Conditions naturelles
Les caractéristiques naturelles de l'île sont conditionnées par la position de l'archipel dans la zone du plus grand lac d'Europe, le lac Ladoga.

### Zone naturelle
Le territoire de l'archipel de Valaam fait partie de la zone de la taïga et plus précisément de la taïga moyenne

### Hydrographie
- Deux lacs intérieurs à l'île de Valaam, dont le littoral est fortement découpé et qui ont une surface totale d'environ 100 ha, sont reliés entre eux et aux canaux qui communiquent avec le lac Ladoga.
- Neuf petits bois avec des lacs Lamba (lacs d'eau douce dans ces régions).
- Un vaste réseau de ruisseaux et de fossés creusés au XIXe siècle.

### Relief
Tectonique de type fortement divisé. L'altitude se situe entre 5,1 m et 58,3 m.

### Climat
Le printemps débute à la fin mars. En été, il y a trente à trente-cinq jours d'ensoleillement de plus que sur le continent. La température moyenne en juillet est de +17°C. En hiver, la période d'enneigement commence début décembre. À la mi-février, une liaison automobile est possible sur la glace jusqu'à la ville de Sortavala (distance : 42 km). La température moyenne de février est de −8°C.

### Flore
On trouve plus de 480 espèces végétales sur l'île, dont beaucoup sont cultivées par les moines. Les jardins disposent d'arbres fruitiers de plus de 150 ans. L'île est principalement couverte de conifères (environ 65% de pins).

## Histoire

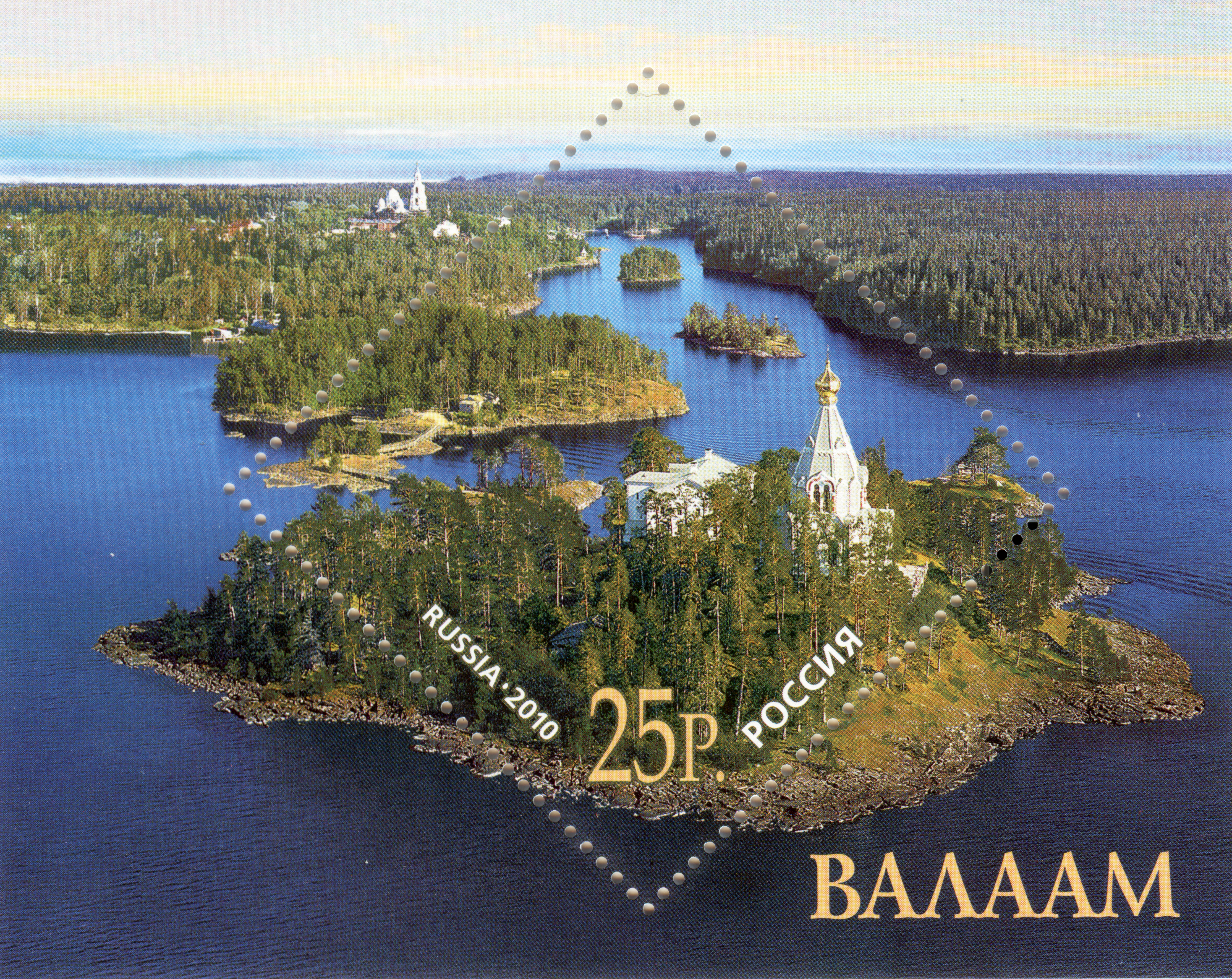
Timbre poste de Russie, 2010.

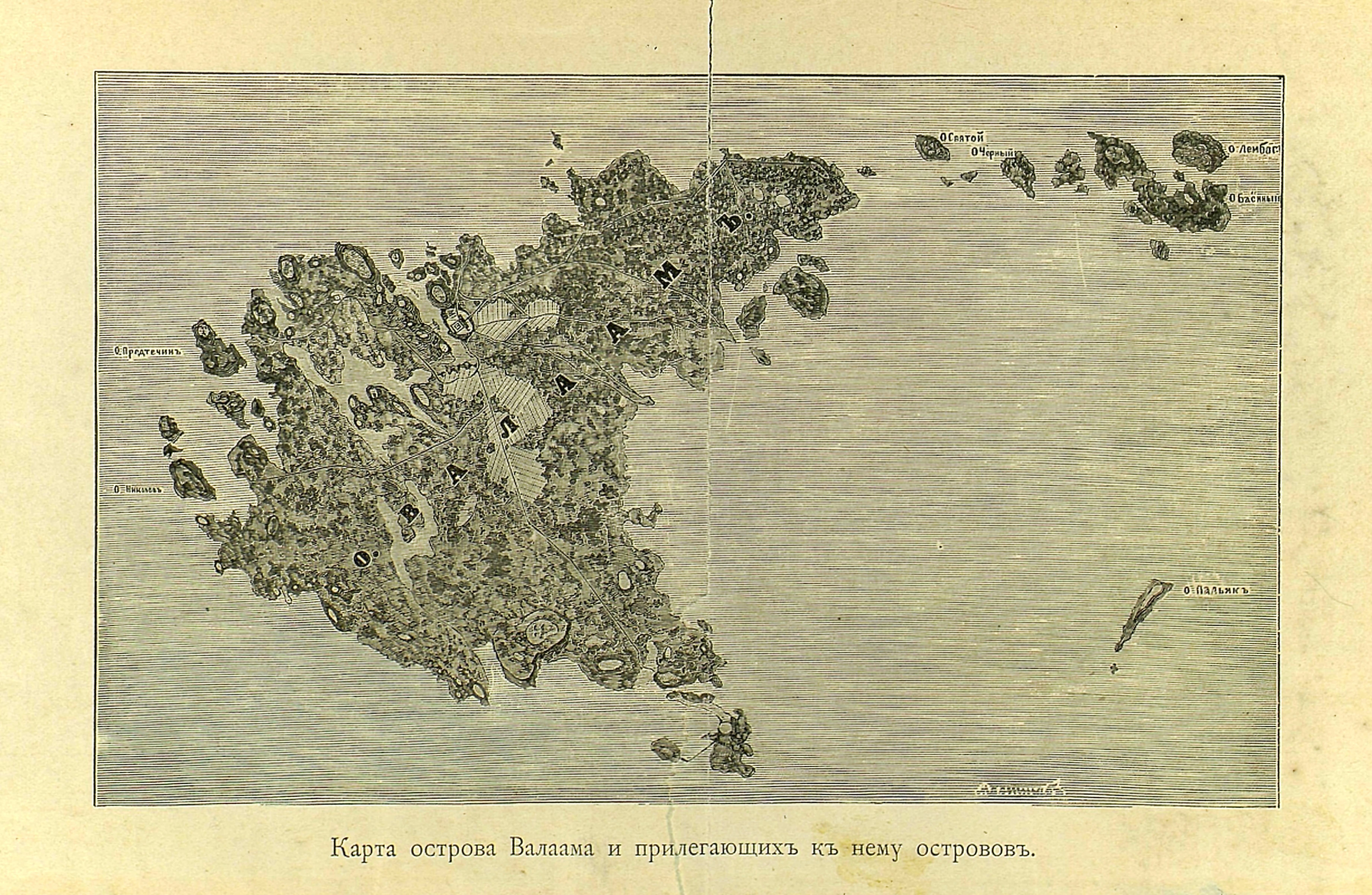
Carte de l'île de Valaam et des îles environnantes, bibliothèque du monastère de Valaam, 1889.

La toponymie du nom de l'île vient probablement du finno-ougrien Valamo signifiant « haute terre » (montagne) dont on a fait un amalgame avec le nom du prophète de la Bible Balaam.
L'île a été visitée à plusieurs reprises par les empereurs  Alexandre Ier et Alexandre II, et d'autres membres de  la famille impériale. L'évêque Ignati Briantchaninov (1807-1867) l'a également visitée. La nature de Valaam a inspiré les plus grands représentants de la peinture, de la science, tels les peintres Ivan Chichkine,  Fiodor Vassiliev, Arkhip Kouïndji, les écrivains et poètes Nikolaï Leskov, Fiodor Tiouttchev, Alexeï Apoukhtine, Ivan Chmeliov, Zaitsev, les compositeurs Piotr Ilitch Tchaïkovski, Alexandre Glazounov, les savants Nikolaï Mikloukho-Maklaï, Dmitri Mendeleïev et beaucoup d'autres. Au XIXe siècle, lors de ses voyages en Russie, Alexandre Dumas s'est également rendu sur l'île.
Les paysages de l'île ont été repris par Ivan Chichkine (Vue de Valaam, 1860), Arkhip Kouïndji (Sur Valaam, 1873) et Nicolas Roerich (Île sainte, 1917). Dans les années 1970, une série de linogravures en noir et blanc a été créée par le peintre graphiste carélien Alexeï Adychev. Quant à Kronid Gogolev, sculpteur sur bois, il a également consacré une partie de ses travaux à l'île de Valaam.
En 1950, sur décision du soviet suprême de la République socialiste soviétique carélo-finnoise, une maison de repos pour invalides est installée dans le refuge d'hiver de l'ancien monastère.

## Démographie
| 1351 | 1132 | 937 | 487 |

## Organisation administrative

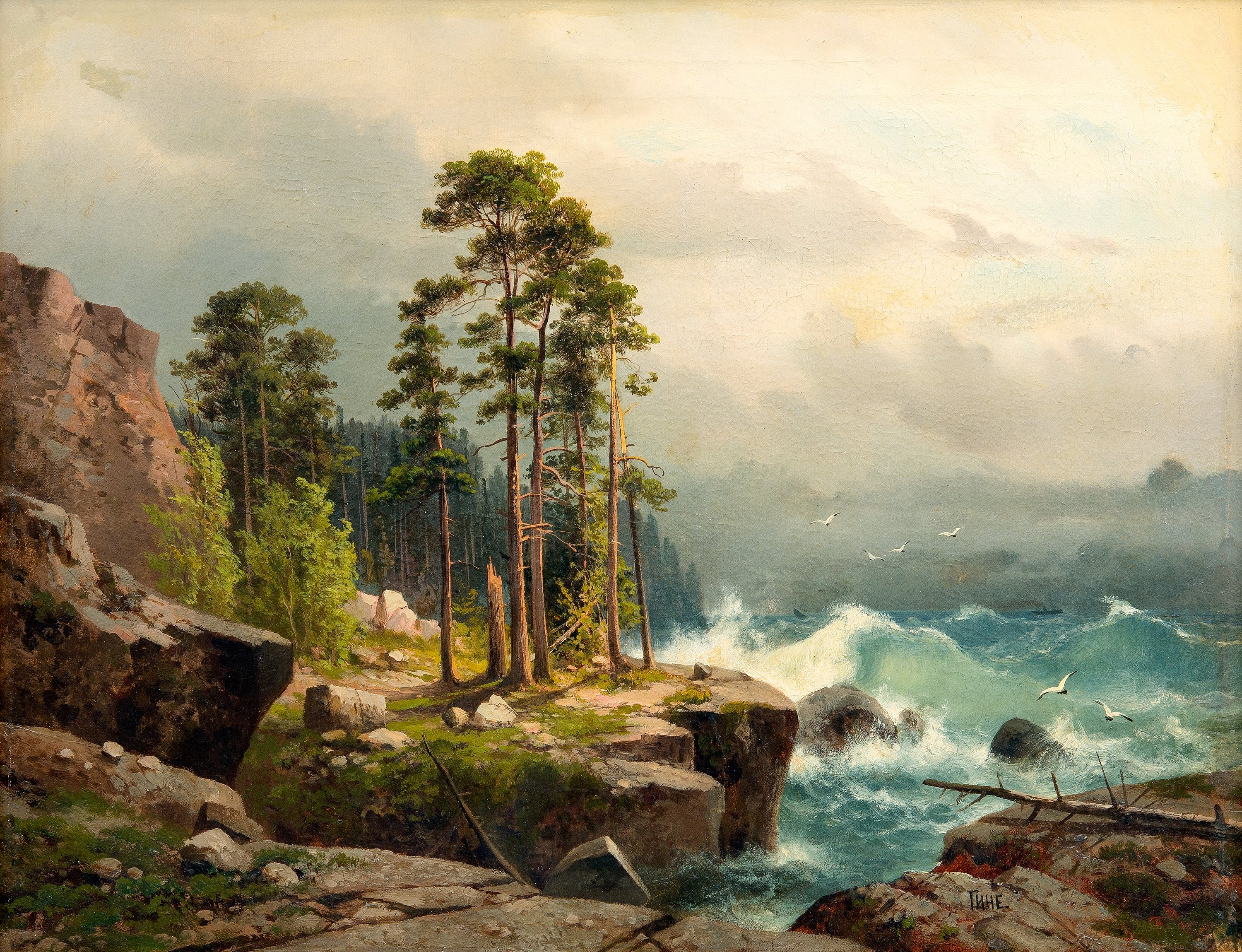
Tempête sur Valaam, par, XIXe siècle.

En 2003, lorsque la loi fédérale sur l'autonomie locale est adoptée, la question du statut du village de Valaam est posée. Conformément à la loi dans les entités de la fédération de Russie, les organes de direction locale sont délimités, les règlements urbains et ruraux sont définis, les frontières sont fixées. La loi correspondante est adoptée en république de Carélie également. Le village de Valaam est inclus dans une liste de municipalités dotées d'un statut indépendant de la municipalité, il s'agit du « village rural de Varlaam ». Cependant au début de l'année 2005, le chef de l'administration du raïon de Sortavala, S. V. Rychkovy, présente un projet destiné à abolir l'autonomie de l'île de Valaam et à l'inclure dans le raïon de Sortavala : un conflit surgit avec des habitants de l'île et une bataille juridique s'engage devant la Cour suprême de Carélie, puis devant la Cour suprême de la fédération de Russie. En juillet 2006, le patriarche Alexis II de Moscou est conduit à intervenir dans cette affaire.
Valaam n'a pas pour le moment de statut administratif officiel. Les laïcs veulent que leur village obtienne un statut officiel d'établissement rural de peuplement, ce qui leur donnerait le droit de participer à des élections municipales. La légalité de leurs revendications est reconnue par la Cour suprême de Carélie, mais les dirigeants du monastère y sont opposés et retardent ainsi le processus d'application d'un statut officiel et laïque,,,,,.

## Infrastructure
L'île dispose d'un hôpital, d'un code postal et est régulièrement approvisionnée en produits alimentaires.